# Ларин Параске

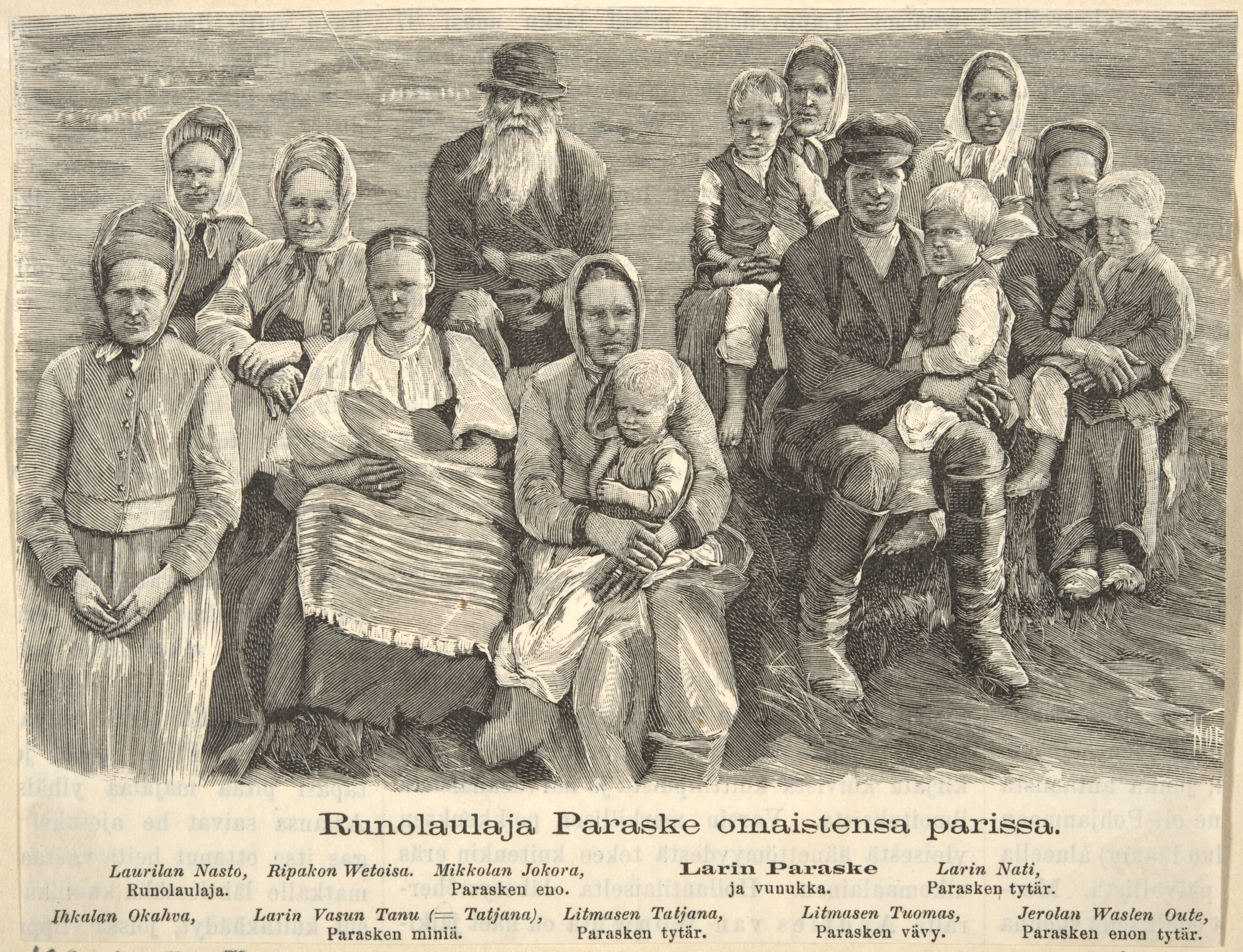
Ларин Параске со своими близкими. Публикация в газете 1906 года

Ла́рин Па́раске (Праско́вья (Параске́ва) Ники́тична (Никитина), в замужестве Степа́нова) (27 декабря 1832 [8 января 1833], деревня Мякиенкюля, Санкт-Петербургская губерния — 3 января 1904, деревня Васкела, Выборгская губерния) — ижорская сказительница, рунопевица, знавшая более 32 тысяч стихов, исполнявшая ижорские народные, а также произведения собственного сочинения.

## Биография
Параскева Никитична родилась 27 декабря 1832 (8 января 1833) года в семье крепостных крестьян, ижор православного вероисповедания на хуторе Мискунмяки деревни Мякиинкюля, близ границы с Финляндией. В семье была четверо детей, два сына и две дочери, Параскева была младшей из них. Отец — Никита Никитович, родился в 1802 году, с 13 лет работал в Петербурге учеником кузнеца, затем, уже в зрелом возрасте, помещик Иван Кусов переселил его на хутор Мискунмяки. Мать Параскевы — Татьяна Васильевна, родилась около 1800 года в Финляндии, в деревне Васкела, в семье местного знахаря. Мать умерла в декабре 1848 года, отец — в 1851 году.
С детских лет она слушала и запоминала древние руны (песни) своего народа. Свою первую песню Параскева выучила в четыре года, сидя на руках у матери на свадьбе соседки.
16 июля 1853 года Никитина вышла замуж за крестьянина Гаврилу Степанова, и переехала жить к мужу, в деревню Васкела, по ту сторону русско-финляндской границы, где не знали крепостничества. Гавриле пришлось заплатить за жену выкуп помещику — 24 рубля. Дом, в котором семья рунопевицы жила в Васкела был маленьким и старым, он назывался по финской традиции «Ларин Тупа» или «Изба Лари», отсюда и второе имя рунопевицы — Ларин Параске. Муж Параске владел в Васкела участком земли, величина которого была 0,166 мантала. В семье родилось девять детей, шестеро из них умерли в младенчестве. Муж на 20 лет был её старше, сильно болел и умер в 1888 году.
Чтобы содержать семью и больного мужа Ларин Параске приходилось много работать. Она пешком ходила в Петербург. Она сама рассказывала об этом: «Я брала в Петербурге из приюта приёмных детей, чтобы выхаживать их, таких у меня было около 50, и получала за каждого ребёнка несколько рублей. В Петербурге и на обратном пути я не жалела съесть только сухую горбушку хлеба, которую получала бесплатно». Она выполняла любую тяжёлую работу, пахала, косила и даже работала «воротилой» — бурлаком, поднимая гружёные ялы и соймы вверх по реке Тайпале.
Открытие таланта Ларин Параске произошло в 1877 году, когда собиратель фольклора Аксель Август Борениус-Ляхтеенкорва посетил Ларин Параске в деревне Васкела и записал от неё 24 песни. Позже плачи и руны Параске записывал местный пастор Адольф Аларик Неовиус, которому при первой встрече Ларин Параске пела руны почти беспрерывно в течение двух суток. Всего пастору Неовиусу она спела и продиктовала, 1152 стиха, 1750 пословиц и 336 загадок, так что общее количество строк составило 32 670. В 1893 году пастор Неовиус опубликовал первый сборник рун Ларин Параске. В предисловии говорилось: «Блестящее свидетельство той поэтической одарённости, которая еще есть у финского народа, представляют собой руны Параске. Певица, пожилая женщина — талантливейшая представительница северо-ингерманландской традиции которой придерживаются в волостях Юго-Восточной Карелии. Она знает известное по обе стороны Райайоки. Таким образом, есть полное основание издать спетые ею руны отдельным сборником. Руны Параске представляют собой не просто вариант Калевалы, но самостоятельное поэтическое произведение. Много новых и прежде неизвестных мест найдет читатель в этом сборнике. Ход поэтической мысли и гармоничность стихотворного размера показывают, насколько естественны понятия и тонко языковое чутьё певицы».
В 1890 году пастор Неовиус переехал в Порвоо и стал приглашать её выступать перед публикой. В течение 1891—1894 годов она жила преимущественно в Порвоо. Её талантом восхищались поэты, плачи Ларин Параске слушал и записывал композитор Ян Сибелиус, а такие известные финские художники, как Альберт Эдельфельт, Ээро Ярнефельт, Элин Альфхильд Изабелла Нордлунд, Ханна Фростерус-Сегерстроле, Берндт Лагерстам создавали портреты рунопевицы. Руны Ларин Параске начали публиковаться в других изданиях: в немецком издании К. Рхамми «Глобус» № 8 за 1893 год; в английском издании Дж. Аберкромби и А. Клайв-Бойле «Академия» № 7 и 14 за 1893 год; в издаваемых в Праге Йосефом Холчеком «Народных листах» за 1894 год.
Вернувшись в свой дом в Васкела, Параске страдала от постоянных финансовых затруднений, хозяйство и дом ей пришлось разделить пополам с сыном Василием, сама она сильно болела. Пастор Неовиус обратился за помощью для неё в Финское литературное общество. Только в январе 1899 года Общество предоставило ей стипендию в сто марок, которая позже была переоформлена в годовую пенсию. Однако спасти свой дом, проданный летом 1899 года из-за налоговой задолженности, Ларин Параске не удалось, ей пришлось жить в соседской бане.
В 1902 году сын выкупил для матери родную избу. Окончила свои дни Параскева Никитична в болезни и нищете 3 января 1904 года. Её похоронили на православном кладбище при Андреевской церкви в Палкеала (ныне — деревня Замостье).

## Память
В 1911 году, через семь лет после смерти знаменитой рунопевицы, её могилу украсил памятник, поставленный Молодёжным обществом Южной Карелии и Финским литературным обществом. На нём были выбиты стихотворные строки Ларин:
Приносил мне песни ветер,

Ледяной порыв весенний,

Их ко мне толкало море,

Гнали их морские волны».
В советское время памятник был разрушен. Восстановлен финнами в 2000-х годах.
В 1931 году, в вышедшей в Финляндии антологии «Suomen kansan vanhat runot» («Древние песни финского народа»), отдельный том посвящён творчеству Ларин Параске. В него вошли 1152 песни, 1750 пословиц, загадок и причитаний.
В 1936 году скульптор Алпо Сайло создал статую Ларин Параске, она была установлена в 1949 году в парке Хакасалми, в Хельсинки.
В Хельсинки, в районе Каарела, существует улица, названная в честь Параске.
Памятная табличка, говорящая, что в этом районе жила Ларин Параске, находится на стене одного из магазинов между деревнями Васкелово и Лемболово.
Финская общественная организация «Союз калевальских женщин» ежегодно присуждает премию «Ларин Параске» за «мастерство слова».
В 2004 году Ларин Параске заняла 87-е место по результатам голосования, организованном финской телерадиокомпанией YLE, чтобы определить «100 величайших финнов».
9 июня 2021 года Финляндская православная церковь представила на своём архиерейском совещании Патриарху Константинопольскому Варфоломею предложение о её канонизации как святой праведной Параске (Параскева Никитична (Никитина) Степанова, прозванная Ларин Параске, 1833—1904).

## Иллюстрации

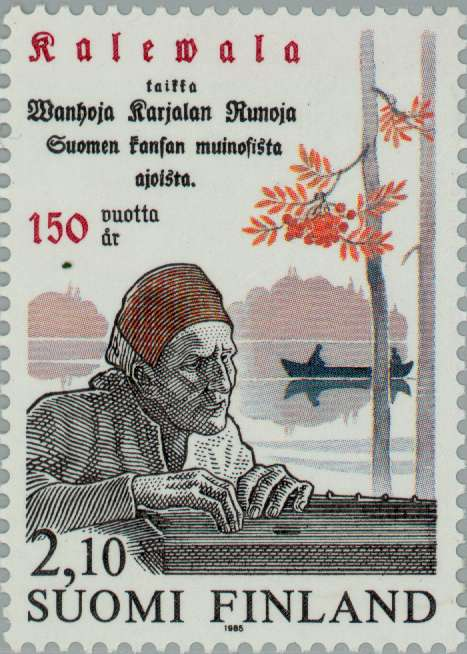
Финская почтовая марка с изображением Ларин Параске.
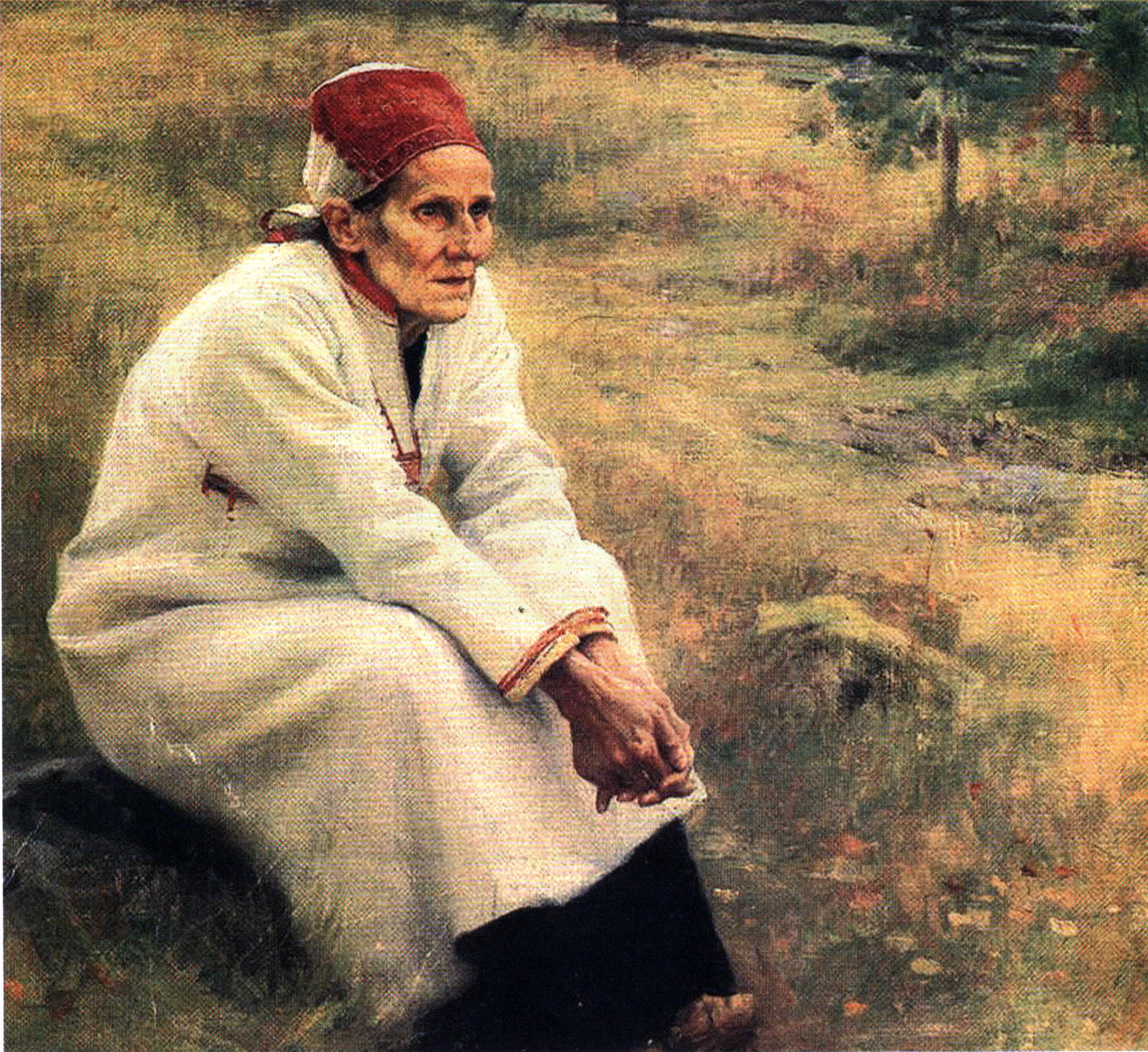
Ларин Параске на картине А. Эдельфельта
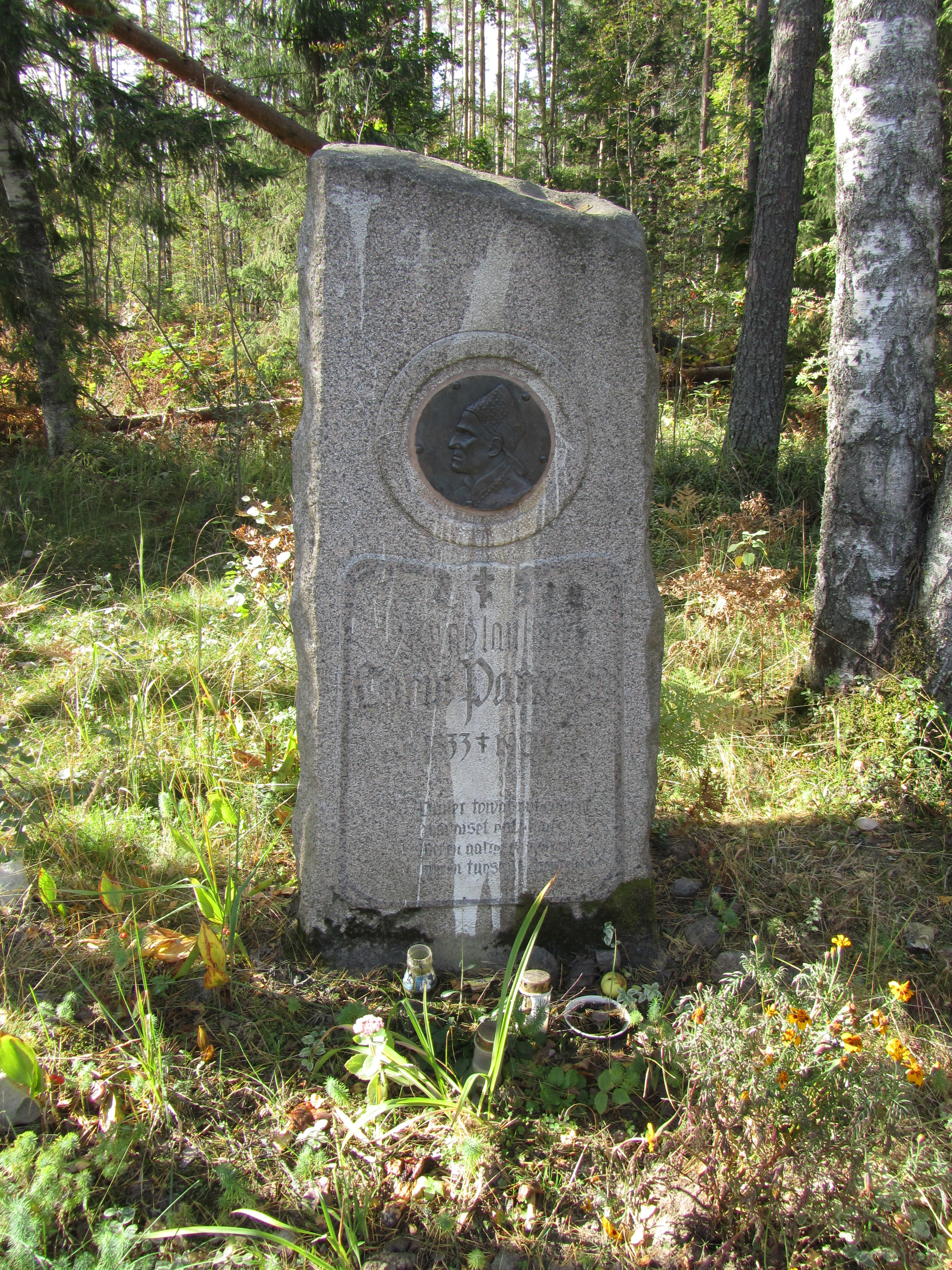
Памятник Ларин Параске на православном кладбище в Палкеала
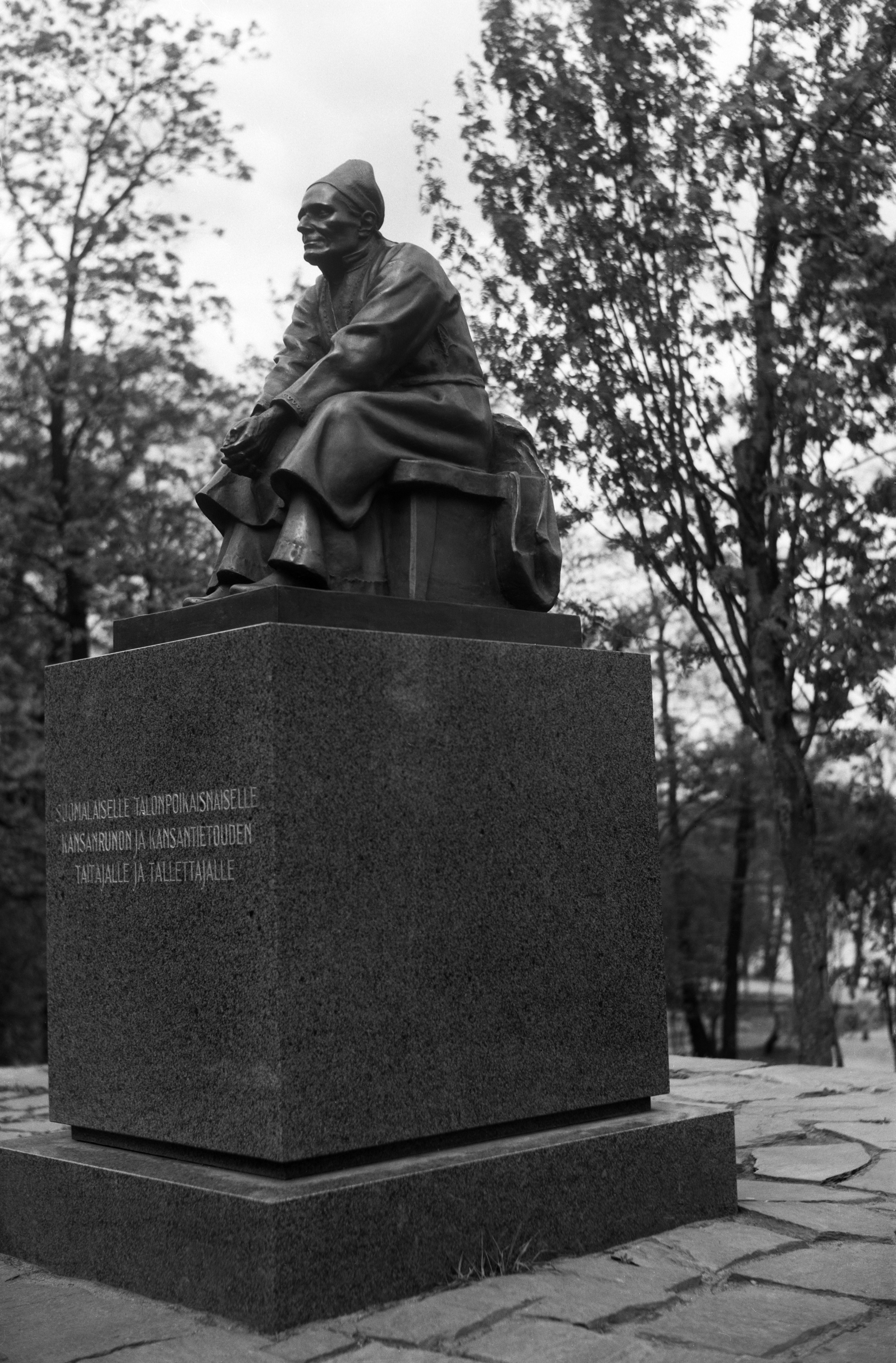
Памятник Ларин Параске в Хельсинки
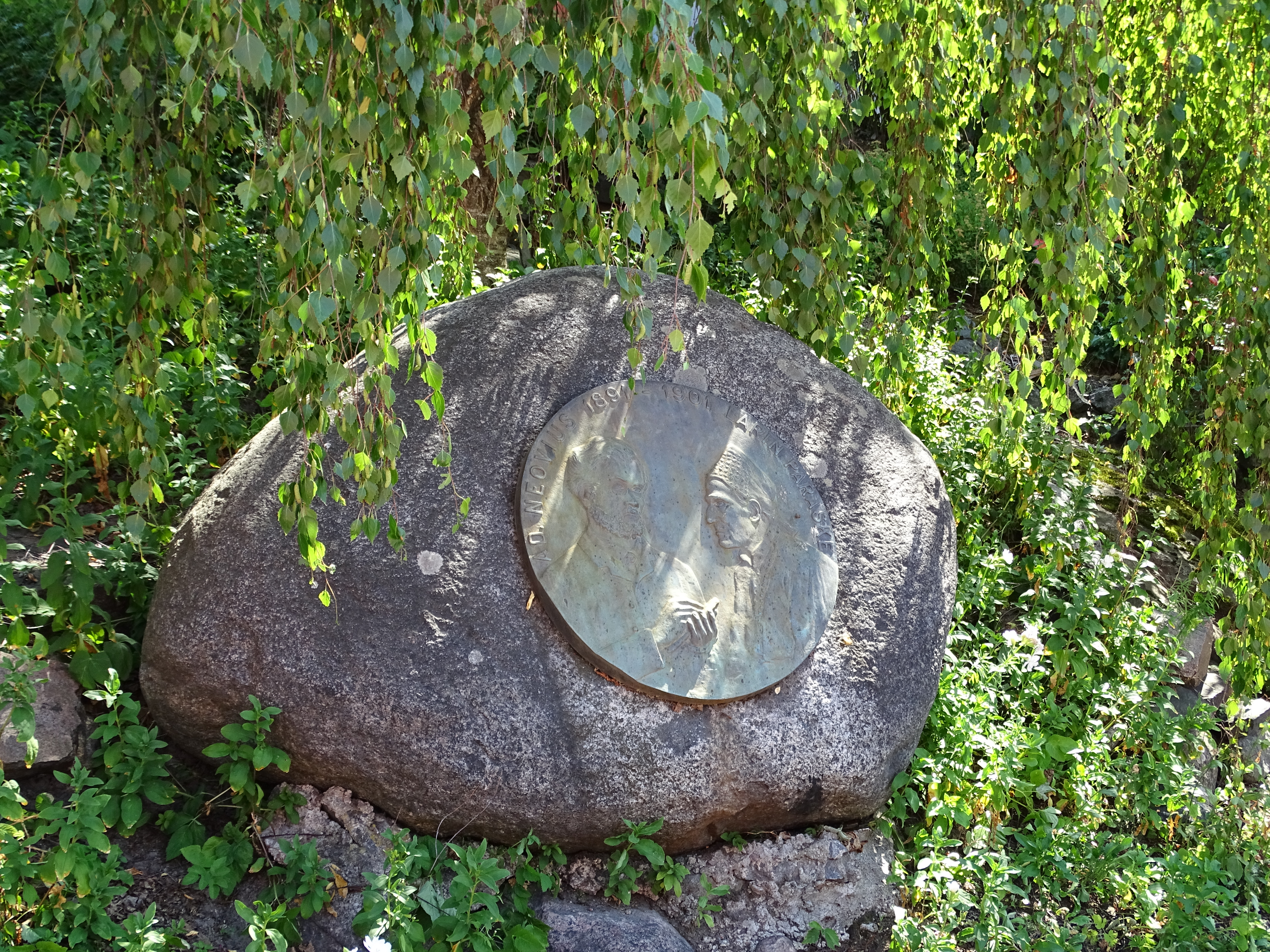
Памятник Ларин Параске в Порвоо